# Lasioglossum musicum
Lasioglossum musicum är en biart som först beskrevs av Cockerell 1913.  Lasioglossum musicum ingår i släktet smalbin, och familjen vägbin. Inga underarter finns listade i Catalogue of Life.

## Bildgalleri

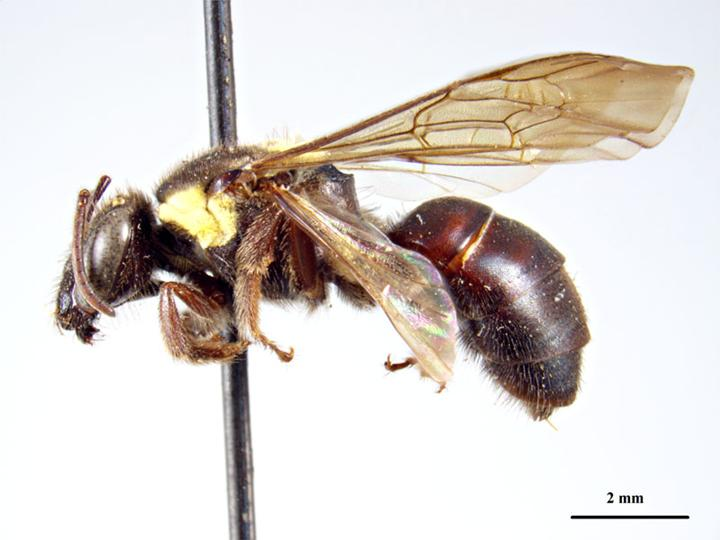
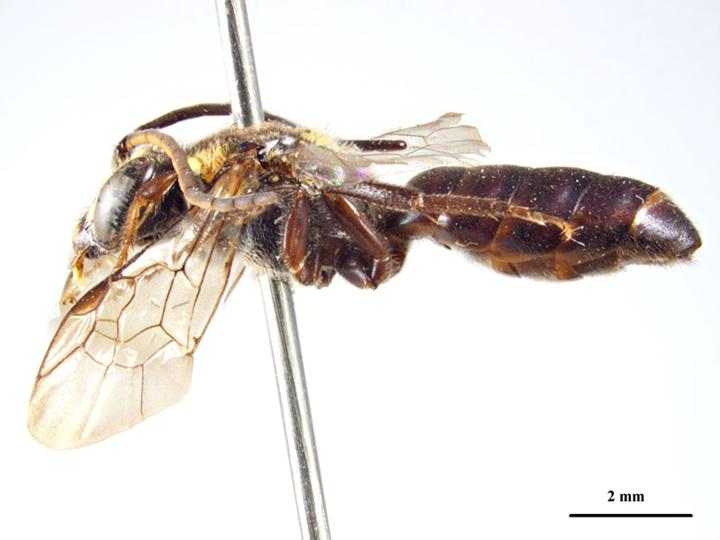